# Betzenhof
Betzenhof ist ein Weiler der Gemeinde Rosenberg im Ostalbkreis im Nordosten von Baden-Württemberg.

## Lage und Beschreibung
Betzenhof liegt auf 480 m ü. NHN im Nordwesten der Ellwanger Berge, einem Unternaturraum der Schwäbisch-Fränkischen Waldberge. Hier im nördlichen Bereich der waldreichen Ellwanger Berge steht im Untergrund noch der flächenhafte Verebnungen bildende Kieselsandstein (Hassberge-Formation) des oberen Mittelkeupers an. Der kleine Ort mit seinem halben Dutzend Hausnummern und etlichen landwirtschaftlichen Nebengebäuden liegt an der obersten Blinden Rot überwiegend auf dem niedrigen Mündungssporn des ihr von rechts zulaufenden, 2,2 km langen Kaltenbachs vor einer Waldenge, durch die das selbst hier noch keine 5 km lange Flüsslein nach Süden abfließt. Hundert Meter oberhalb der Zumündung ist es zum Betzenweiher angestaut, einem 0,7 ha großen Sägmühlweiher direkt am Ort. Auf dem Damm, den auch die den Betzenhof erschließende Gemeindestraße nutzt, steht das längliche Holzgebäude des zugehörigen Sägewerks. Die übrigen Gebäude gehören zu den Hofstellen, die auch heute das Bild des Ortes prägen.
Betzenhof liegt zusammen mit dem etwa 600 Meter rotaufwärts stehenden Lindenhof in einer kleinen Ausbuchtung im Nordwesten des Rosenberger Gemeindegebiets und damit zugleich des Ostalbkreises in den Landkreis Schwäbisch Hall hinein, die nur durch einen schmalen Geländeschlauch durch die erwähnte Waldenge mit dem übrigen Rosenberger Gebiet zusammenhängt. Diese nimmt in etwa eine unter 0,8 km² große, nicht ganz geschlossene Rodungsinsel ein, welche, die beiden Siedlungsplätze ausgenommen, dem Landschaftsschutzgebiet Oberes Blinde-Rot-Tal angehört. Im Norden grenzt die offene Flur an den Wald Schäfer, im Südosten an den Wald Harbach, beide gehören zur Gemeinde Frankenhardt, im Südwesten an den Wald Heide der Gemeinde Bühlertann.
Der Weiler liegt etwa 4 km nordwestlich des Gemeindesitzes in Rosenberg. Die nächsten größeren Städte sind Ellwangen etwa 14 km im Südosten, Crailsheim etwa 13 km im Nordosten sowie Schwäbisch Hall etwa 20 km im Nordwesten (jeweils in Luftlinie).

## Geschichte
Betzenhof wird erstmals im Dreißigjährigen Krieg 1634 erwähnt, als ein Bewohner des Ortes von spanischen Reitern im nahen Wald erschossen wurde. Nach der Schlacht bei Nördlingen im selben Jahr zahlte die Umgegend bei der Besatzung durch die Kaiserlichen einen hohen Blutzoll. 1710 war es im Besitz eines Haller Untertanen, auch die Topographia Ellvacensis von 1733 nennt den Ort hällisch. Es gehörte dem Amt Honhardt der Reichsstadt an und kam mit diesem 1796 unter preußische Herrschaft. Kirchlich gehört es noch heute zur Evangelischen Kirchengemeinde Hummelsweiler im Kirchenbezirk Crailsheim-Blaufelden. 1886 wird eine Einwohnerzahl von 16 genannt.

## Verkehr
Gemeindestraßen verbinden Betzenhof mit Willa im Süden, Fronrot im Westen, beide an der L 1060, und mit der K 2638 bei Mainkling im Nordosten. Von der letztgenannten Strecke zweigt eine Straße nach Osten durch den ausgedehnten Harbach-Wald in Richtung Hummelsweiler ab. Die nächsten Bahnhöfe gibt es nach etwa 16 km auf der Straße in Ellwangen an der Oberen Jagstbahn, nach etwa 19 km am Bahnknotenpunkt in Crailsheim sowie nach etwa 21 km in Ilshofen-Eckartshausen an der Bahnstrecke Crailsheim–Heilbronn und nach etwa 24 km an derselben in Schwäbisch Hall-Hessental, wo die Bahnstrecke Schwäbisch Hall-Hessental–Waiblingen von dieser abzweigt. Die nächsten Autobahnanschlüsse sind im Nordosten an der Auffahrt Crailsheim der A 6 und im Osten an der Auffahrt Dinkelsbühl-Fichtenau der A 7.